# ナオフォール“アイアン・レッグ”
ナオフォール・アイアン・レッグ（Naoufal Iron Leg、1979年5月25日 - ）は、モロッコ出身の男性キックボクサー。フランスとモロッコの2つの国籍を持つ。本名はナオフォール・ベナゾーズ（Naoufal Benazzouz）。SIAM GYM所属。ゴールデン・グローリーとはマネージメント契約のみを結んでいる。
天才と呼ばれたキックボクサー、サミール・ベナゾーズの弟で、兄に劣らぬ天才的な格闘センスと“アイアン・レッグ”の異名通りの華麗な足技に加え、196cmと恵まれた体格を持つ。
アーネスト・ホーストも絶賛するほどのテクニシャンではあるが、精神力が弱く、よい攻撃を食らうとすぐに心を折られてしまうのが弱点。
得意技は左右のハイキック。

## 来歴
2005年7月27日、K-1初登場となったK-1 WORLD GP 2005 in PARISでは準々決勝でアジス・カトゥーにハイキックで1RKO勝ちすると、準決勝の内田ノボル戦では"アイアン・レッグ"の名に違わぬ華麗な足技を披露し判定勝ち、決勝でセミー・シュルトと対戦。シュルト相手に一歩も引かずに卓越したディフェンステクニックと対角線コンビネーションであわやという所まで追い込むも、ストレート一発でKO負けを喫した。
2006年5月13日、K-1 WORLD GP 2006 in AMSTERDAMに出場。1回戦でアティラ・カラチと対戦し、右ハイキックでKO勝ち。準決勝ではビヨン・ブレギーと対戦。1Rに繰り出したハイキックがブレギーを捉えてダウンを奪うも、2Rにブレギーがカウンター気味に放った膝蹴りがナオフォールのみぞおちあたりにクリーンヒット。再度ブレギーの膝蹴りを喰らい、逆転KO負け。
2006年12月9日、エロール・ジマーマンと再戦、前回の対戦時はナオフォールが勝利を収めていたがTKO負け。

## 戦績
| キックボクシング 戦績 | キックボクシング 戦績 | キックボクシング 戦績 | キックボクシング 戦績 | キックボクシング 戦績 | キックボクシング 戦績 | キックボクシング 戦績 |
| --------------------- | --------------------- | --------------------- | --------------------- | --------------------- | --------------------- | --------------------- |
| 16 試合               | (T)KO                 | 判定                  | その他                | 引き分け              | 無効試合              |                       |
| 13 勝                 | 6                     |                       |                       | 0                     | 0                     |                       |
| 3 敗                  |                       |                       |                       | 0                     | 0                     |                       |

| 勝敗 | 対戦相手             | 試合結果                                  | 大会名                                           | 開催年月日    |
| ×    | エロール・ジマーマン | 3R TKO                                    | thaiboxgala Roosendaal Lijsdreem "Judgement Day" | 2006年12月9日 |
| ×    | ビヨン・ブレギー     | 2R 1:40 KO（右膝蹴り）                    | K-1 WORLD GP 2006 in AMSTERDAM 【準決勝】        | 2006年5月13日 |
| ○    | アティラ・カラチ     | 1R 2:10 KO（右ハイキック）                | K-1 WORLD GP 2006 in AMSTERDAM 【1回戦】         | 2006年5月13日 |
| ○    | エロール・ジマーマン | 3R KO（右フック）                         | Future Battle                                    | 2006年3月5日  |
| ×    | セミー・シュルト     | 2R 2:32 KO（右フック）                    | K-1 WORLD GP 2005 in PARIS 【決勝】              | 2005年5月27日 |
| ○    | 内田ノボル           | 3R終了 判定3-0                            | K-1 WORLD GP 2005 in PARIS 【準決勝】            | 2005年7月27日 |
| ○    | アジス・カトゥー     | 1R 1:58 KO（2ノックダウン：左ハイキック） | K-1 WORLD GP 2005 in PARIS 【1回戦】             | 2005年7月27日 |
| ×    | フランツ・ハラー     | 3R KO                                     | K-1 OKTAGON 2001 【1回戦】                       | 2001年4月21日 |

## 主な獲得タイトル
- IMTF 世界チャンピオン
- K-1 WORLD GP 2005 in PARIS 準優勝